# Twinkl
Twinkl は、2010年創設の英国のオンライン教育出版社であり、主に幼児、小学生向けの英語学習教材、指導用教材、副教材を世界200カ国以上の国や地域に提供する企業である。本社所在地は英国、シェフィールド。創業者は、ジョナサン・シートンとスージー・シートンである。 
2018年時点での、全世界の売上は £2,600,000であった。

## 教材の特徴
Twinklは、世界200カ国以上の国や地域で展開しており、それぞれの国の教材に、どの国からでもアクセスできるのが特徴である。Twinklは、英国の80％以上の幼稚園や小学校で利用されており、その英語教材の質の高さを評価され、世界中の英語教育者が利用している。
教材の種類は、プリント教材、アプリ、オンライン教育ゲーム、指導用のパワーポイント、指導要綱など多岐に渡る。教材の対象は、幼児から小学生低学年、一部小学生以上の子供と大人の英語学習者が使える教材も提供している。
また、同社の提供する Twinkl Phonics と呼ばれるフォニックスプログラムは、2021年に英国教育省の推奨する45のフォニックスプログラムに選ばれている。

## Twinkl Japan
2021年より日本支部として Twinkl Japanを展開。日本語の教材の提供、日本の英語教育を視野に入れた英語教材の提供、および日本企業との協業による無料教材の提供を行なっている。

## パートナー・協業企業
同社はパートナ企業との協業による無料学習教材の提供も行なっている。主なパートナーとして、世界自然保護基金、国際連合児童基金、英国放送協会、Numberblocks、Alphablocks、Cocomelon、ハリー・ポッターシリーズなどがある。

## 受賞歴
2018年4月、英国における国際貿易に影響を与えた企業であることを評価され、英国女王賞「The Queen's Award for Enterprise」を受賞。2020年に、二度目の「Queen’s Award for Enterprise」を受賞した。

また、創業者であり代表取締役であるジョナサン・シートンは、コロナ禍においてのオンラインで学校閉鎖に苦しむ教育現場を献身的にサポートしたとして、2020年に「Member of the Order of the British Empire (MBE)」を受賞した。
1. ↑  “Yorkshire businesses named in SME Export Track 100”. Insider Media Ltd. 2019年5月30日閲覧。
2. ↑  “Choosing a phonics teaching programme” (英語). GOV.UK. 2023年9月4日閲覧。